# 월도 (무기)

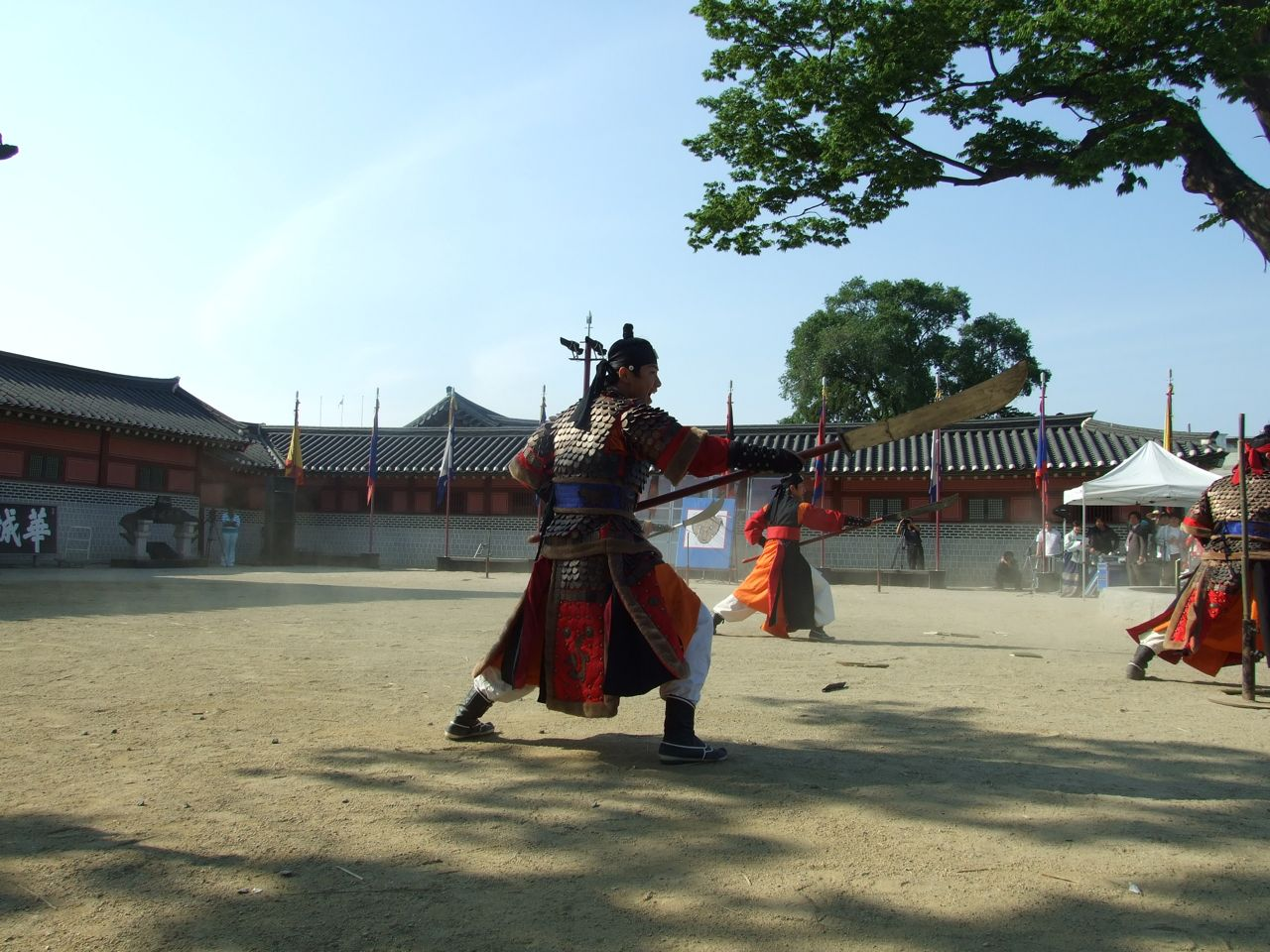
월도 (무기)

월도(月刀)는 비례적으로 더 작지만 중국의 관도와 매우 유사한 한국의 장대 무기이다. 월도는 "달의 칼날"을 뜻하며, 이는 굽은 칼날 때문에 붙여진 이름이다. 그 사용법과 방법은 1795년에 간행된 무예도보통지에 기술되어 있다.

## 같이 보기
- 협도
- 조선군

## 참고 자료
- 무예도보통지